# چلگریو
چلگریو (به انگلیسی: Chalgrave) یک روستا و محله مدنی در بریتانیا است که در Central Bedfordshire واقع شده‌است. چلگریو ۴۷۵ نفر جمعیت دارد.